# Ciclismo ai Giochi della XXXIII Olimpiade - Keirin femminile
Le gare di keirin femminile ai Giochi della XXXIII Olimpiade di Parigi si sono svolte dal 7 all'8 agosto 2024 presso il Velodromo di Saint-Quentin-en-Yvelines di Montigny-le-Bretonneux. Alla competizione hanno preso parte 30 atlete in rappresentanza di 16 nazioni.
La competizione è stata vinta dalla neozelandese Ellesse Andrews, mentre l'olandese Hetty van de Wouw e la britannica Emma Finucane hanno rispettivamente ottenuto l'argento e il bronzo.

## Qualificazioni
Per le gare di ciclismo su pista delle Olimpiadi di Parigi 2024 erano disponibili 190 posti, con una egual divisione tra uomini e donne. Ogni CON aveva la possibilità di far qualificare un massimo di quattordici atleti, con una specifica divisione in base al tipo di evento.
Tutte le quote sono state attribuite sulla base dei punteggi ottenuti nell'UCI Track Olympic Ranking nel periodo 2022-2024. La classifica UCI Track Olympic 2022-2024 sarà data dal totale dei punti guadagnati nelle ultime due edizioni dei rispettivi Campionati Continentali, negli UCI Track Nations Cup nelle stagioni 2023 e 2024 e ai Campionati Mondiali su pista UCI del 2023.

## Formato di gara
Le gare di keirin possono coinvolgere fino a 7 ciclisti a gara, nonostante il nuovo formato applicato a partire da Tokyo 2020 non abbia mai incluso più di 6 ciclisti. La prova consiste nell'effettuare sei giri di pista: i primi tre giri vengono effettuati dietro un mezzo motorizzato che inizia ad una velocità di 30 km/h e accelera fino a un massimo di 50 km/h; i restanti tre, invece, vengono effettuati liberamente dai ciclisti.
Il torneo consta di quattro turni e un ripescaggio:
- Primo turno: cinque batterie da sei cicliste ciascuna. Le prime due miglior cicliste di ogni batteria, per un totale di 10, avanzano al secondo round. Tutte le altre accedono ai ripescaggi.
- Ripescaggio: quattro batterie da cinque cicliste ciascuna. Le prime due miglior cicliste di ogni batteria, per un massimo di 8, si ricongiungono alle vincitrici del primo turno per proseguire con il secondo turno. Le restanti dodici vengono eliminate dalla competizione.
- Quarti di finale: tre batterie da sei cicliste ciascuna. Le prime quattro migliori cicliste di ogni batteria, per un totale di 12, avanzano alle semifinali. Le restanti sei vengono eliminate dalla competizione.
- Semifinali: due batterie da sei cicliste ciascuna. Le prime tre migliori cicliste di ogni batteria, per un totale di 6 atlete, avanzano alla Finale A, dove vengono assegnate le tre medaglie. Le restanti sei proseguono con la Finale B, senza possibilità di medaglia.
- Finali: suddivise in due finali. Alla Finale A competono 6 cicliste, con possibilità di medaglia. Alla Finale B gareggiano le restanti cicliste per classificarsi dal settimo al dodicesimo posto.

## Programma
| Data          | Ora (UTC+2)       | Turno                              |
| ------------- | ----------------- | ---------------------------------- |
| 7 agosto 2024 | 13:26 15:10       | Primo turno Ripescaggi             |
| 8 agosto 2024 | 17:18 18:15 19:01 | Quarti di finale Semifinali Finali |
| Fonte:        |                   |                                    |

## Risultati

### Primo turno
| Batteria 1 | Batteria 1                   | Batteria 1    | Batteria 1 | Batteria 1 |
| Pos.       | Atleta                       | Nazione       | Gap        | Note       |
| ---------- | ---------------------------- | ------------- | ---------- | ---------- |
| 1          | Ellesse Andrews              | Nuova Zelanda |            | Q          |
| 2          | Mathilde Gros                | Francia       | +0"014     | Q          |
| 3          | Katy Marchant                | Gran Bretagna | +0"021     | R          |
| 4          | Daniela Gaxiola              | Messico       | +0"075     | R          |
| 5          | Urszula Łoś                  | Polonia       | +0"261     | R          |
| 6          | Ese Ukpeseraye               | Nigeria       | +2"129     | R          |
| Batteria 2 |                              |               |            |            |
| 1          | Hetty van de Wouw            | Paesi Bassi   |            | Q          |
| 2          | Yuan Liying                  | Cina          | +0"108     | Q          |
| 3          | Miriam Vece                  | Italia        | +0"236     | R          |
| 4          | Lauriane Genest              | Canada        | +0"236     | R          |
| 5          | Riyu Ohta                    | Giappone      | +0"381     | R          |
| 6          | Yuli Verdugo                 | Messico       | +0"381     | R          |
| Batteria 3 |                              |               |            |            |
| 1          | Emma Hinze                   | Germania      |            | Q          |
| 2          | Guo Yufang                   | Cina          | +0"087     | Q          |
| 3          | Marlena Karwacka             | Polonia       | +0"087     | R          |
| 4          | Kristina Clonan              | Australia     | +0"160     | R          |
| 5          | Julie Nicolaes               | Belgio        | +0"204     | R          |
| 6          | Martha Bayona                | Colombia      | +0"266     | R          |
| Batteria 4 |                              |               |            |            |
| 1          | Nicky Degrendele             | Belgio        |            | Q          |
| 2          | Mina Sato                    | Giappone      | +0"005     | Q          |
| 3          | Steffie van der Peet         | Paesi Bassi   | +0"108     | R          |
| 4          | Kelsey Mitchell              | Canada        | +0"172     | R          |
| 5          | Rebecca Petch                | Nuova Zelanda | +0"260     | R          |
| 6          | Chloe Moran                  | Australia     | +1"065     | R          |
| Batteria 5 |                              |               |            |            |
| 1          | Emma Finucane                | Gran Bretagna |            | Q          |
| 2          | Lea Friedrich                | Germania      | +0"087     | Q          |
| 3          | Taky Marie-Divine Kouamé     | Francia       | +0"631     | R          |
| 4          | Nurul Izzah Izzati Mohd Asri | Malaysia      | +0"729     | R          |
| 5          | Stefany Cuadrado             | Colombia      | +0"862     | R          |
| 6          | Sara Fiorin                  | Italia        | +0"960     | R          |
| Fonte:     |                              |               |            |            |

### Ripescaggi
| Batteria 1 | Batteria 1                   | Batteria 1    | Batteria 1 | Batteria 1 |
| Pos.       | Atleta                       | Nazione       | Gap        | Note       |
| ---------- | ---------------------------- | ------------- | ---------- | ---------- |
| 1          | Kelsey Mitchell              | Canada        |            | Q          |
| 2          | Katy Marchant                | Gran Bretagna | +0"014     | Q          |
| 3          | Nurul Izzah Izzati Mohd Asri | Malaysia      | +0"041     |            |
| 4          | Martha Bayona                | Colombia      | +0"094     |            |
| 5          | Yuli Verdugo                 | Messico       | +0"186     |            |
| Batteria 2 |                              |               |            |            |
| 1          | Kristina Clonan              | Australia     |            | Q          |
| 2          | Daniela Gaxiola              | Messico       | +0"124     | Q          |
| 3          | Miriam Vece                  | Italia        | +0"180     |            |
| 4          | Stefany Cuadrado             | Colombia      | +0"305     |            |
| 5          | Urszula Łoś                  | Polonia       | +0"971     |            |
| Batteria 3 |                              |               |            |            |
| 1          | Lauriane Genest              | Canada        |            | Q          |
| 2          | Rebecca Petch                | Nuova Zelanda | +0"042     | Q          |
| 3          | Marlena Karwacka             | Polonia       | +0"338     |            |
| 4          | Chloe Moran                  | Australia     | +0"367     |            |
| 5          | Sara Fiorin                  | Italia        | +0"488     |            |
| Batteria 4 |                              |               |            |            |
| 1          | Riyu Ohta                    | Giappone      |            | Q          |
| 2          | Steffie van der Peet         | Paesi Bassi   | +0"028     | Q          |
| 3          | Julie Nicolaes               | Belgio        | +0"135     |            |
| 4          | Ese Ukpeseraye               | Nigeria       | +0"584     |            |
| 5          | Taky Marie-Divine Kouamé     | Francia       | +0"589     |            |
| Fonte:     |                              |               |            |            |

### Quarti di finale
| Batteria 1 | Batteria 1           | Batteria 1    | Batteria 1 | Batteria 1 |
| Pos.       | Atleta               | Nazione       | Gap        | Note       |
| ---------- | -------------------- | ------------- | ---------- | ---------- |
| 1          | Lea Friedrich        | Germania      |            | SF         |
| 2          | Ellesse Andrews      | Nuova Zelanda | +0"020     | SF         |
| 3          | Nicky Degrendele     | Belgio        | +0"070     | SF         |
| 4          | Steffie van der Peet | Paesi Bassi   | +0"127     | SF         |
| 5          | Yuan Liying          | Cina          | +0"142     |            |
| 6          | Kristina Clonan      | Australia     | +0"249     |            |
| Batteria 2 |                      |               |            |            |
| 1          | Hetty van de Wouw    | Paesi Bassi   |            | SF         |
| 2          | Emma Finucane        | Gran Bretagna | +0"020     | SF         |
| 3          | Rebecca Petch        | Nuova Zelanda | +0"105     | SF         |
| 4          | Riyu Ohta            | Giappone      | +0"222     | SF         |
| 5          | Guo Yufang           | Cina          | +0"298     |            |
| 6          | Kelsey Mitchell      | Canada        | +0"341     |            |
| Batteria 3 |                      |               |            |            |
| 1          | Mathilde Gros        | Francia       |            | SF         |
| 2          | Emma Hinze           | Germania      | +0"007     | SF         |
| 3          | Katy Marchant        | Gran Bretagna | +0"063     | SF         |
| 4          | Daniela Gaxiola      | Messico       | +0"138     | SF         |
| 5          | Mina Sato            | Giappone      | +0"164     |            |
| 6          | Lauriane Genest      | Canada        | +0"271     |            |
| Fonte:     |                      |               |            |            |

### Semifinali
| Batteria 1 | Batteria 1           | Batteria 1    | Batteria 1 | Batteria 1 |
| Pos.       | Atleta               | Nazione       | Gap        | Note       |
| ---------- | -------------------- | ------------- | ---------- | ---------- |
| 1          | Ellesse Andrews      | Nuova Zelanda |            | FA         |
| 2          | Daniela Gaxiola      | Messico       | +0"104     | FA         |
| 3          | Emma Finucane        | Gran Bretagna | +0"157     | FA         |
| 4          | Steffie van der Peet | Paesi Bassi   | +0"161     | FB         |
| 5          | Rebecca Petch        | Nuova Zelanda | +0"648     | FB         |
| 6          | Lea Friedrich        | Germania      | +2"750     | FB         |
| Batteria 2 |                      |               |            |            |
| 1          | Hetty van de Wouw    | Paesi Bassi   |            | FA         |
| 2          | Katy Marchant        | Gran Bretagna | +0"056     | FA         |
| 3          | Emma Hinze           | Germania      | +0"101     | FA         |
| 4          | Nicky Degrendele     | Belgio        | +0"114     | FB         |
| 5          | Mathilde Gros        | Francia       | +0"301     | FB         |
| 6          | Riyu Ohta            | Giappone      | +0"592     | FB         |
| Fonte:     |                      |               |            |            |

### Finali

#### Finale A
| Pos.    | Ciclista          | Nazione       | Gap    | Note |
| ------- | ----------------- | ------------- | ------ | ---- |
| Oro     | Ellesse Andrews   | Nuova Zelanda |        |      |
| Argento | Hetty van de Wouw | Paesi Bassi   | +0"062 |      |
| Bronzo  | Emma Finucane     | Gran Bretagna | +0"092 |      |
| 4       | Katy Marchant     | Gran Bretagna | +0"181 |      |
| 5       | Emma Hinze        | Germania      | +0"280 |      |
| 6       | Daniela Gaxiola   | Messico       | +0"457 |      |
| Fonte:  |                   |               |        |      |

#### Finale B
| Pos.   | Ciclista             | Nazione       | Gap    | Note |
| ------ | -------------------- | ------------- | ------ | ---- |
| 7      | Lea Friedrich        | Germania      |        |      |
| 8      | Mathilde Gros        | Francia       | +0"087 |      |
| 9      | Riyu Ohta            | Giappone      | +0"144 |      |
| 10     | Steffie van der Peet | Paesi Bassi   | +0"167 |      |
| 11     | Nicky Degrendele     | Belgio        | +0"202 |      |
| 12     | Rebecca Petch        | Nuova Zelanda | +0"712 |      |
| Fonte: |                      |               |        |      |